# Ernesto Geisel

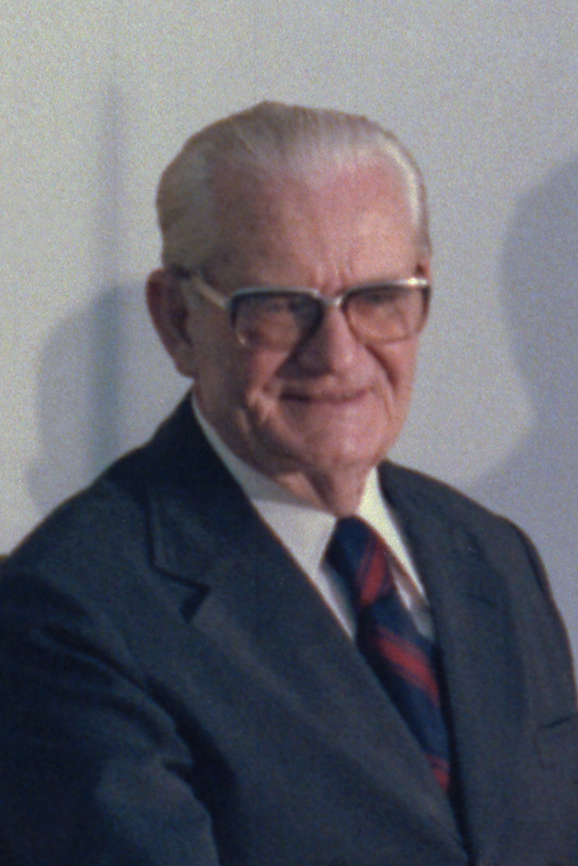
Ernesto Geisel (1978)

Ernesto Geisel [eɾˈnɛstʊ ˈbɛkmɐ̃ ˈɡajzew] (* 3. August 1908 in Bento Gonçalves RS; † 12. September 1996 in Rio de Janeiro) war ein brasilianischer Militär und Politiker (ARENA). Er war Präsident Brasiliens während der Militärdiktatur der 1970er-Jahre.

## Werdegang
Geisel war Sohn des deutschen Immigranten Wilhelm August Geisel, der 1883 als 16-Jähriger aus Herborn nach Brasilien ausgewandert war. Die Familie stammte aus Kronberg im Taunus. Ernesto Geisel durchlief eine militärische Ausbildung und gehörte zu den besten Schülern der Militärakademien von Porto Alegre und Rio de Janeiro. Im Jahr 1930 wurde er zum Oberleutnant befördert und unterstützte den Militärputsch von Getúlio Dornelles Vargas.
Unter dem neuen Regime bekleidete Geisel einige militärische und zivile Posten, z. B. in der Regierung der Staaten Rio Grande do Norte und Paraíba.
Im Jahr 1945 spielte Geisel erneut eine wichtige Rolle bei dem Militärputsch, bei dem Vargas gestürzt wurde. Danach war Geisel Generalsekretär des Nationalen Sicherheitsrates und Militärattaché bei der Botschaft in Uruguay. Ab 1957 war er Repräsentant des Militärs im Nationalen Erdölrat. Im Jahr 1960 wurde er zum Brigadegeneral befördert und nach dem Staatsstreich von 1964 Militärchef unter der Regierung von Humberto Castelo Branco. Ab 1967 diente er als Minister für das Oberste Militärgericht und ab 1969 als Präsident von Petrobrás, der staatlichen Erdölgesellschaft.

## Als Präsident in Brasiliens Militärdiktatur (1974–1979)
Als die Amtszeit von Präsident Emílio Garrastazu Médici zu Ende ging, war Geisel sein „Kronprinz“ und wurde am 15. Januar 1974 vom Parlament gewählt. Die Opposition hatte keine Möglichkeit, ihren Kandidaten in Stellung zu bringen, weil das Wahlkomitee von der Regierungspartei ARENA gestellt wurde. Während der Präsidentschaft Geisels begann die Militärführung eine langsame abertura (Öffnung), obwohl Geisel nach wie vor eine starke Kontrolle durch den Staat beibehielt.
Im Jahr 1974 wurden Wahlen für die gesetzgebenden Organe zugelassen, und die Opposition konnte so viele Mandate wie noch nie davor erreichen. Andererseits gebrauchte Geisel seine große Macht dazu, Parlamentarier der Opposition auszuschalten und seine Gesetze durch das Parlament zu bekommen, wenn es ihm notwendig erschien. Somit ging er einem Mittelweg zwischen den demokratischen Freiheiten und Militärherrschaft. So bestätigte er 1977 auch das Falcão-Gesetz, nach dem die Gouverneure der Bundesstaaten indirekt gewählt wurden, und welches erlaubte, die Verfassung mit einfacher Parlamentsmehrheit zu ändern.
Auf wirtschaftlichem Gebiet behielt Brasilien sein großes Wachstum bei. Die Politik des „pragmatischen Nationalismus“ förderte die einheimische Industrie.
1978 reiste Geisel zum Staatsbesuch in die Bundesrepublik Deutschland, was in der sozial-liberalen Bundesregierung zu unterschiedlichen Reaktionen führte. Während der SPD-Politiker Uwe Holtz zu Demonstrationen aufrief, fand Bundeskanzler Helmut Schmidt lobende Worte für das „vorbildliche“ Verhältnis zu Brasilien und Bundespräsident Walter Scheel würdigte die Toleranz der „Rassendemokratie“.
Zum Ende der Amtszeit Geisels wurden die Zensur und die Folterung politischer Gefangener abgeschafft und das den Ausnahmezustand begründende Gesetz AI 5 von 1968 außer Kraft gesetzt (am 31. Dezember 1978). Nach dem Ende der Präsidentschaft 1979 war Geisel bis 1991 in der Geschäftsführung einer privaten Chemiefirma tätig.